# Monster Madness: Battle for Suburbia
Monster Madness: Battle for Suburbiaは、Xbox 360 ・Windows用コンピュータゲームである。 
開発元であるArtificial StudiosとImmersion Gamesによると、このゲームは町にあるものをうまく組み合わせてエイリアンの脅威から町を救うという内容になっているとのこと。
このゲームには5つのステージと何百もの敵がある。
4人対戦も可能なこのゲームは LucasArtsがSuper Nintendoと Sega Genesis用に出したゲーム悪魔のゾンビーズ～ゾンビたちが隣人を食べた～を参考にしているとされている。